# Bara no kōdōkan
Bara no kōdōkan è un film del 1956 diretto da Kōzō Saeki.
Il soggetto è basato su un racconto di Tsuneo Tomita.

## Distribuzione
Viene distribuito nelle sale giapponesi a partire dal 3 gennaio 1956.
È inedito in Italia.